# Pinngortitaleriffik
Das Pinngortitaleriffik („Wo man sich mit der Natur beschäftigt“; dänisch Grønlands Naturinstitut, englisch Greenland Institute of Natural Resources) ist das staatliche Umweltforschungsinstitut Grönlands.

## Geschichte
1946 wurde Grønlands Fiskeriundersøgelser („Grönlands Fischereiuntersuchungen“) gegründet, das staatsfinanziert als Beratungsorganisation für Grønlands Styrelse in Fischereifragen dienen sollte. Später wurde die Arbeit auch auf Forschung zu anderen Tierarten in den grönländischen Gewässern ausgeweitet. Ende der 1970er Jahre wurde eine Abteilung für Umweltschutz eingerichtet und die Organisation in Grønlands Fiskeri- og Miljøundersøgelser („Grönlands Fischerei- und Umweltuntersuchungen“) umbenannt. 1987 wurden beide Abteilungen wieder aufgeteilt. Während Grønlands Fiskeriundersøgelser 1989 der grönländischen Regierung untergeordnet wurde, verblieb Grønlands Miljøundersøgelser unter dänischer Verwaltung.
Am 1. Januar 1995 wurde das Pinngortitaleriffik in Nuuk gegründet und Grønlands Fiskeriundersøgelser darin eingegliedert. Im Folgejahr wurde Grønlands Miljøundersøgelser ein Teil von Danmarks Miljøundersøgelser. 1996 kaufte das Pinngortitaleriffik das Schiff Pâmiut. 1998 wurde das Hauptgebäude des Instituts eröffnet, das sich auf dem Campus des Ilisimatusarfik befindet. 2000 wurde ein Nebengebäude errichtet. 2007 richtete das Institut eine Forschungsstation in Niaqornat ein und 2010 erhielt es eine weitere Forschungsstation im Kangerluarsunnguaq (Kobbefjord) nahe Nuuk. Es hat zudem eine ehemalige Forschungsstation in Nuuk, die heute als Wohngebäude für den Direktor und Forscher dient. 2011 wurde das Institutsgebäude ausgebaut und 2012 ein Bootshaus errichtet. 2012 wurde das Schiff Sanna als zweites Schiff der Institutsflotte gebaut. 2017 wurde das Unterrichtsgebäude Pikialaarfik („Wo ein Vogel etwas aus dem Wasser auftaucht“) neben dem Hauptgebäude errichtet. Anstelle der 2018 außer Dienst gestellten Pâmiut wurde 2021 die neugebaute Tarajoq in Gebrauch genommen.

## Zweck
Der Zweck des Naturinstituts ist gesetzlich festgelegt (Gesetz Nr. 6 vom 8. Juni 1994). Das Pinngortitaleriffik arbeitet für die nachhaltige Fischerei und Jagd in Grönland. Auf Grundlage wissenschaftlicher Untersuchungen berät es die grönländische Regierung bei der Festsetzung von Fangquoten, um den Erhalt der grönländischen Fauna zu gewährleisten. Die Untersuchungsergebnisse des Pinngortitaleriffik werden auch in internationalen Umweltorganisationen benutzt.
Es verfügt über drei Abteilungen: Fische und Schalentiere, Säugetiere und Vögel sowie Umwelt und Rohstoffe. In diesen arbeiten etwa 80 Angestellte sowie rund ebenso viele weitere Beschäftigte als Gastforscher, Schiffsbesatzung, Dienstpersonal etc.

## Problematik
Das Pinngortitaleriffik nimmt eine Schlüsselrolle im gesellschaftspolitischen grönländischen Spannungsfeld ein. Da Grönland wirtschaftlich stark von der Fischerei abhängig ist, spielt Nachhaltigkeit eine wichtige Rolle, um die wirtschaftliche Grundlage des Landes nicht durch Überfischung oder Überjagung zu zerstören. Auf der anderen Seite steht die traditionelle Fangkultur der Inuit, die im Einklang mit der Natur von den Jägern und Fischern per se als nachhaltig angesehen wird. Dadurch kommt es regelmäßig zu Debatten zur Ressourcenverwaltung in Grönland, die als Teil eines Kulturkampfs zwischen wissenschaftlichen Forschungsergebnissen und traditioneller Jagdkultur angesehen werden können. Die grönländische Regierung muss sich dadurch bei der Festlegung der Fangquoten entscheiden, ob sie sich nach den Empfehlungen des Naturinstituts oder den Forderungen der Fischer und Jäger nach höheren Quoten zur Sicherung von deren Einkommen richten will.

## Direktoren
- 1995–2023: Klaus Nygaard
- seit 2023: Josephine Nymand